# Lindsay Pulsipher
Lindsay Pulsipher (Salt Lake City, 6 maggio 1982) è un'attrice statunitense.

## Biografia
Nata e cresciuta a Salt Lake City, fin da piccola sognava di diventare attrice grazie alla madre, un'attrice teatrale. Inizia la sua carriera nel 2000 partecipando ad alcuni episodi de Il tocco di un angelo, successivamente ottiene piccole parti in Dr. House - Medical Division e CSI: NY. Nel 2006 recita nell'episodio Patto con il demonio della serie antologica Masters of Horror. Negli anni successivi lavora principalmente in produzioni indipendenti e cortometraggi.
Nel 2009 ottiene un ruolo di rilievo nella prima e unica stagione della serie televisiva The Beast, dove recita al fianco di Patrick Swayze. Dopo aver partecipato all'ultimo episodio della serie televisiva FlashForward, nel 2010 ottiene il ruolo di Crystal Norris nella terza stagione di True Blood.
Sempre nel 2010 prende parte al film collettivo Do Not Disturb, dove recita nel segmento diretto da Eric Balfour.
Nel 2012 recita al fianco di Kevin Costner e Bill Paxton nella miniserie televisiva Hatfields & McCoys, nel ruolo di Roseanna McCoy.

## Filmografia

### Cinema
- Jumping for Joy, regia di Timothy J. Nelson (2002)
- Summer Solstice, regia di George Fivas (2003)
- June and July, regia di Brady Hall (2006)
- Do Not Disturb, regia di Eric Balfour (2010)
- The Oregonian, regia di Calvin Reeder (2011)
- The Rambler, regia di Calvin Reeder (2013)
- Meth Head, regia di Jane Clark (2013)
- Lamb, regia di Ross Partridge (2015)
- Officer Downe, regia di Shawn Crahan (2016)

### Televisione
- Il tocco di un angelo (Touched by an Angel) – serie TV, 4 episodi (2000-2003) – non accreditata
- F.B.I. Protezione famiglia (Cover Me: Based on the True Life of an FBI Family) – serie TV, episodio 1x22 (2001)
- Dr. House - Medical Division (House, M.D.) – serie TV, episodio 1x19 (2005)
- Masters of Horror – serie TV, episodio 1x09 (2006)
- CSI: NY – serie TV, episodio 4x05 (2007)
- Eleventh Hour – serie TV, episodio 1x01 (2008)
- The Beast – serie TV, 7 episodi (2009)
- NCIS - Unità anticrimine (NCIS) – serie TV, episodio 7x10 (2009)
- FlashForward – serie TV, episodio 1x22 (2010)
- True Blood – serie TV, 12 episodi (2010-2011)
- CSI - Scena del crimine (CSI: Crime Scene Investigation) – serie TV, episodio 11x01 (2010)
- Chase – serie TV, episodio 1x06 (2010)
- CSI: Miami – serie TV, episodio 9x12 (2011)
- Hatfields & McCoys – miniserie TV, 3 episodi (2012)
- Law & Order - Unità vittime speciali  (Law & Order: Special Victims Unit) – serie TV, 5 episodi (2012-2020)
- Justified – serie TV, 7 episodi (2013)
- Perception – serie TV, episodi 2x09-2x10 (2013)
- Criminal Minds – serie TV, episodio 10x12 (2015)
- American Horror Story – serie TV, episodio 5x11 (2016)
- The Night Shift – serie TV, episodi 3x12-3x13-4x09 (2016-2017)
- Scorpion – serie TV, episodio 3x23 (2017)
- Fear the Walking Dead – serie TV, episodi 3x01-3x02 (2017)
- Shooter – serie TV, episodi 3x01-3x05 (2018)
- S.W.A.T. – serie TV, episodio 6x04 (2023)

## Doppiatrici italiane
Nelle versioni in italiano delle opere in cui ha recitato, Lindsay Pulsipher è stata doppiata da:
- Antonella Baldini in Eleventh Hour
- Tatiana Dessi in CSI: NY
- Ilaria Stagni in The Beast
- Letizia Scifoni in True Blood
- Ilaria Latini in Hatfields & McCoys
- Francesca Manicone in Justified
- Federica De Bortoli in Perception
- Perla Liberatori in Criminal Minds
- Elena Morara in CSI - Scena del crimine
- Sabrina Duranti in CSI: Miami
- Angela Brusa in Law & Order - Unità vittime speciali
- Emilia Costa in NCIS: New Orleans
- Claudia Razzi in Magnum P.I.
- Eleonora Reti in 9-1-1: Lone Star